# Jörg Haug
Jörg Haug (* 11. Dezember 1937 in Ochsenberg, heute Königsbronn) ist ein deutscher Pädagoge und emeritierter Hochschullehrer für Heimat- und Sachunterricht.

## Leben
Durch seinen Vater, einen Schulleiter, kam Haug frühzeitig mit den Ideen der Jugendbewegung und Reformpädagogik in Berührung, außerdem war er in seiner Jugend in der Pfadfinderbewegung aktiv. Nach dem Abitur in Stuttgart studierte er von 1957 bis 1959 am damaligen Pädagogischen Institut Stuttgart (unter anderem bei Gustav Wirsching) und war anschließend bis 1966 als Lehrer tätig. Parallel dazu begann er 1962 ein Studium der Volkskunde, Pädagogik, Philosophie und Psychologie an der Universität Tübingen, das er 1968 mit der Promotion zum Thema Heimatkunde und Volkskunde bei Hermann Bausinger abschloss. 
Zurück im Schuldienst leitete Haug die Einklassenschule in Rietheim (Münsingen), ehe er 1971 im Rahmen der Schulreform in Baden-Württemberg die Leitung der Gutenbergschule Reutlingen übernahm, der damals einzigen „Modellgrundschule“ des Landes. Nach weiteren Jahren als Rektor in Bad Urach, Schulrat, Seminarleiter und Fortbildner an staatlichen Akademien sowie Mitglied der Lehrplankommission 1977 Sachunterricht wurde er 1991 zum Professor an die Pädagogische Hochschule Weingarten für Heimat- und Sachunterricht berufen, wo er bis zu seiner Emeritierung 2001 lehrte.

## Schriften
- Heimatkunde und Volkskunde. Tübingen 1968 (Dissertation)
- Umgestaltung eines Klassenzimmers als Voraussetzung für differenzierenden Unterricht und Wider das frontale Klassenzimmer In: Hildegard Kasper (Hrsg.): Differenzierungsmodelle für die Grundschule. Stuttgart 1974 (wiederveröffentlicht in: Grundschule 10/1996).
- Verordnetes oder forschendes Lernen? In: Die Grundschule 1974, H. 7.
- (mit Hildegard Kasper u. Arno Piechorowski): Wege des Lernens im Sachunterricht der Grundschule. In: Erich H. Müller (Hrsg.): Planungshilfen zum Sachunterricht. Ulm 1976.
- (als Hrsg.): Sachunterricht in der Grundschule (= Lehren und Lernen 3/1977), Villingen 1977.
- Projektorientiertes Lernen an Schule und Hochschule. In: Grundschule 3/1995.

Zusammen mit Helmut Veitshans gab Haug zudem die Schulbuchreihen Entdecken, begründen, anwenden. Sachunterricht für Baden-Württemberg (1979–84) sowie Im Blickpunkt. Heimat- und Sachunterricht für Baden-Württemberg (1984–98, beide im Schroedel-Verlag) heraus.